# جان بيير شميتز
جان بيير شميتز (بالفرنسية: Jean-Pierre Schmitz)‏ (مواليد 15 فبراير 1932 - 14 نوفمبر 2017)، هو دراج في صنف سباق الدراجات على الطريق.

## سجل النتائج

### سباقات أو مراحل فاز بها
- طواف فرنسا

## الميداليات
| الميدالية | المسابقة                                    |
| --------- | ------------------------------------------- |
| فضية      | بطولة العالم لسباق الدراجات على الطريق 1955 |

## وصلات خارجية
- الموقع الرسمي

## روابط خارجية
- جان بيير شميتز على موقع أرشيف الدراجات (الإنجليزية)
- جان بيير شميتز على موقع إحصائيات الدراجات الإحترافية (الإنجليزية)
- جان بيير شميتز على موقع CycleBase (الإنجليزية)